# Durkó Zsolt
Durkó Zsolt (Szeged, 1934. április 10. – Budapest, 1997. április 2.) Erkel- és Kossuth-díjas magyar zeneszerző, főiskolai tanár.

## Életpályája

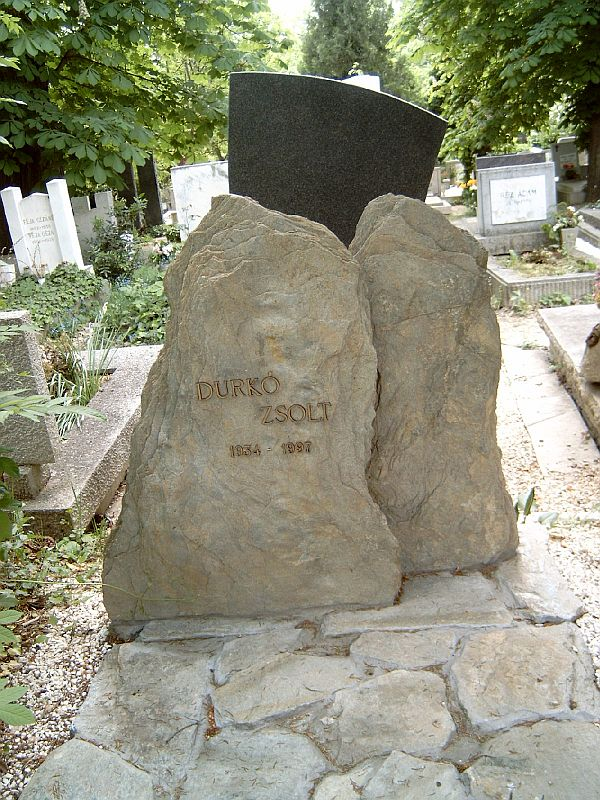
Durkó Zsolt sírja Budapesten. Farkasréti temető: 25-2-60/1.

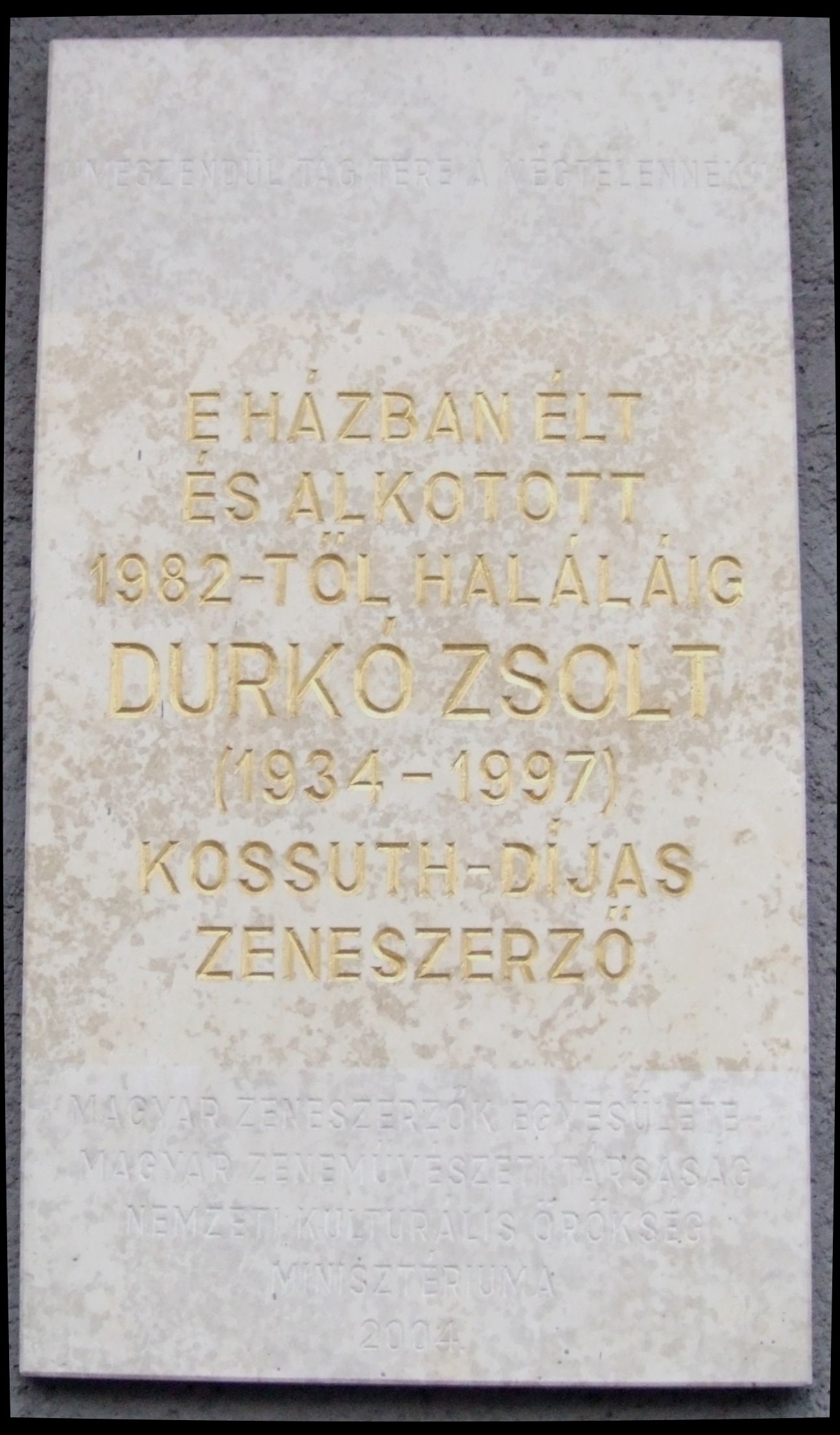
Emléktáblája (I. kerület Attila út 103.)

Zenei tanulmányait Szatmári Gézánál kezdte Szegeden, majd a budapesti Bartók Béla Konzervatóriumban folytatta Sugár Rezsőnél. 1955-től a budapesti Liszt Ferenc Zeneművészeti Főiskolán tanult zeneszerzést Farkas Ferenc osztályában, és 1960-ban diplomázott. Ezt követően a római Accademia Nazionale di Santa Cecilia tanára, Goffredo Petrassi irányításával szerzett diplomát 1963-ban. Ezután szabadfoglalkozású zeneszerzőként működött, majd 1972 és 1977 között a Zeneakadémián a 20. századi zeneszerzést oktatta. 1982-től a Magyar Rádió vezető zenei lektora volt. 1987-ben alapítója volt a Magyar Zeneművészeti Társaságnak, és elnökeként elindította a Mini Fesztivált, a kortárs zene jelentős rendezvényét. 1992-ben a Magyar Művészeti Akadémia, 1993-ban a Széchenyi Irodalmi és Művészeti Akadémia tagja lett.
Nemzetközi zenei ismertsége 1963-ban indult, amikor az Episodi sul tema B-A-C-H című zenekari műve elnyerte a Santa Cecilia Akadémia nagydíját. Kompozícióival ezután sorra szerezte az elismeréseket a különböző versenyeken: 1967-ben I. vonósnégyese a montréali Jeunesses Musicales zeneszerzőversenyen harmadik díjat nyerte el, 1970-ben II. vonósnégyesével a budapesti Bartók Béla nemzetközi zeneszerzőversenyen második helyezést ért el. 1971-ben Fioriture című zenekari művének hanglemezfelvétele New Yorkban Nemzetközi Koussevitzky-díjat, Halotti beszéd című oratóriuma a párizsi Tribune Internationale des Compositeurs versenyen az Év zeneműve lett. Durkó az 1960-as évek végétől a legismertebb és legtöbbet játszott kortárs magyar zeneszerző volt. Számos előadó, zenei együttes rendelt tőle darabokat: BBC, Fires of London, Philip Jones Brass Ensamble, Nash Ensemble, Musica Viva Pragnesis, Koussevitzky Alapítvány, Magyar Állami Operaház.
Durkó Zsolt zenéje érthető zene: egyszerre európai és tudatosan magyar, amely a kor új törekvéseit képviseli, ugyanakkor a zenei tradícióból is merít. Már pályája elején kialakította azokat a stílusformákat, amelyek nyomán személyes zenei nyelve egész életére nézve egységes maradt. A hatvanas években született művei a korabeli avantgárd törekvésekre éppúgy utalnak, mint a régi gregoriánra és mint a magyar népzene siratódallamaira.
1997. április 2-án hunyt el Budapesten, egy héttel 63. születésnapja előtt. 2004-ben, születésének 70. évfordulója alkalmából emléktáblát avattak egykori lakóháza, a Budapest, Attila út 103. homlokzatán.

## Díjai
- 1963 – Premio d’Atri (Róma)
- 1968, 1975 – Erkel Ferenc-díj
- 1967 – Montréali Expo Nemzetközi Zeneszerzőverseny (Jeunesses Musicales), III. díj
- 1971 – Budapesti Bartók Béla Nemzetközi verseny, II. díj
- 1971 – Koussevitzky-díj
- 1975 – Párizsi Tribün (Tribune Int. des Compositeurs), I. díj
- 1978 – Kossuth-díj
- 1982 – Érdemes művész
- 1985, 1997 –  Bartók–Pásztory-díj
- 1987 – Kiváló művész
- 1997 – Lajtha László-díj
- 2000 – Magyar Örökség díj /posztumusz/

## Művei
- 11 pezzi per quartetto d'archi (11 darab vonósnégyesre), 1962
- Episodi sul tema B–A–C–H (Epizódok a B–A–C–H témára) – zenekarra, 1963
- Organismi – hegedűverseny, 1964
- Improvvisazioni (Improvizációk) – fúvósötös, 1964
- Psicogramma – zongorára, 1964
- Una rapsodia ungherese (Magyar rapszódia) – két klarinét, zenekar, 1965
- Fioriture (Díszítőelemek) – kamarakórus, zenekar, 1966
- Dartmouth Concerto – szoprán szóló és kamarazenekar, 1966
- I. vonósnégyes, 1966
- Filmzene – Huszárik Zoltán Elégia című kisfilmjéhez, 1966
- Altamira – kamarakórus, zenekar, 1968
- Cantilene – zongoraverseny, 1968
- Filmzene – Zolnay Pál Próféta voltál szívem című filmdrámájához, 1968
- Concerto – zenekarra, 1969
- Kolloidok – fuvolaszóló, öt alt hang, kamaraegyüttes, 1969
- Szimbólumok – kürt, zongora, 1969
- II. vonósnégyes, 1969
- Quartetto d’ottoni (Rézfúvósnégyes), 1970
- Ikonográfia No. 1 – 2 viola da gamba (vagy gordonka), csembaló (vagy zongora), 1970
- Ballada – ifjúsági zenekarra, 1970
- Cantata No. 1 – bariton szóló, vegyeskar, zenekar, 1971
- Ikonográfia No. 2 – kürt, kamaraegyüttes, 1971
- Fire Music – kamaraegyüttesre, 1971
- Cantata No. 2 – kettős vegyeskar, zenekar, 1972
- Halotti beszéd – oratórium tenor és bariton szólóra, vegyeskarra és zenekarra, 1972
- Assonanze – orgonára, 1972
- Négy tanulmány – férfikarra, 1972
- Chamber Music (Kamarazene) – két zongora, 11 vonós, 1973
- Serenata – négy hárfára, 1973
- Mikrostruktúrák – zongorára, 1973
- Chance – zongorára, 1973
- Varianti – mélyhegedű, zongora, 1974
- Törpék és óriások – gyerekdarabok zongorára, 1974
- Hét dallamrajz – vegyeskar, zongora, 1974
- Turner-illusztrációk – hegedűszóló, kamarazenekar, 1976
- Mózes – zenedráma három felvonásban, 1977
- Nyolc kürtduó, 1977
- Öt darab – tubára, 1977
- Gyermekzene – zongorára, 1978
- Szólószvit – gordonkára, 1978
- Rapsodia – zenekarra, 1979
- Négy dialógus – ütőszóló, zenekar, 1979
- Refrének – hegedű szóló, kamarazenekar, 1979
- Fantázia és utójáték – ifjúsági zenekarra, 1979
- Movements – tuba, zongora, 1980
- Andromeda – csembalóra vagy orgonára, 1980
- Son et lumiere – zongorára, 1980
- Zongoraverseny, 1981
- Szentivánéji zene – gitárra, 1981
- Széchenyi oratórium – tenor és basszus szólóra, vegyeskarra és zenekarra, 1982
- Impromptus in F – fuvola szóló, kamaraegyüttes, 1983
- Téli zene – kürt szóló, kamaraegyüttes, 1983
- Három esszé – klarinét, zongora, 1983
- Sinfonietta – rézfúvós együttesre, 1983
- Quartina – zongorára, 1983
- Ludus stellaris – kollektív improvizáció kamaraegyüttesre, 1984
- Clair–obscur – trombita, orgona, 1984
- Három rondó – zongorára, 1984
- Ornamenti No. 1 – zenekarra, 1984
- Ornamenti No. 2 – zenekarra, 1985
- Pillanatképek a Kalevalából – vegyeskarra, 1986
- Ilmarinen – vegyeskarra, 1986
- Sextett – 5 klarinét, zongora, 1987
- Laude – orgonára, 1987
- Oktett – 8 fúvóshangszerre, 1988
- Suoni tenebrosi e corale – orgonára és zenekarra, 1989
- Résonances – klarinét, basszetkürt, billentyűs hangszerre, 1989
- Divertimento – gitárra, 1989
- Hat darab gitárra, 1990
- Három angol dal, 1991
  - a) mezzoszoprán szóló, kamaraegyüttes
  - b) mezzoszoprán szóló, zongora
- Flautocapriccio – fuvola, 1991
- A gömb története – 60 zongoradarab, 1991
  - Első sorozat: Improvizáció – rövid vázlat, I. Napsütésben, II. Messzi távolban, III. Csicsergés, IV/a. Landino szext, IV/b. Korál, V. Vízcseppek, VI. Színjáték, IX. Borzongás, X. Adoniszi sor
  - Második sorozat: III. Zene madártávlatból, IV. Tavaszi virágzás, V. Jelkép, IX. Jókedvűen
  - Harmadik sorozat: I. Előkép, III. Erdőben, VII. Bővített mondat, VIII. Trombitaszó, IX. Tercek, X. Utójáték – variáns, XI. Több fényt!, XIII. Bartókos dallam
  - Negyedik sorozat: II. Post scriptum, III. Canto serioso, IV. A reménytelenség harsonája, V. Movimento, VI. Chiaroscuro, VIII. Variante sulla Particella Orchestrale
  - Ötödik sorozat: II. Közjáték, IV. Egyszólamúság, V. Zarándoklat, VIII. Vae victis, IX. Ballada, X. Jupiter motívum, XI. Precipitando e ritardando, XII. Halmazok tetszőleges sorrendben, XIII. Régies népdal, Improvizáció
- Hegedűverseny, 1993
- A Jelenések könyvének margójára – oratórium alt (ad lib. mezzoszoprán), tenor, bariton szólóra, vegyeskarra és zenekarra, 1996